# Huapacal 1.ª Sección
Huapacal 1.ª Sección es una localidad del municipio de Huimanguillo ubicado en la subregión de la Chontalpa del estado mexicano de Tabasco.

## Geografía
La localidad de Huapacal 1.ª Sección se sitúa en las coordenadas geográficas 17°55′36″N 93°46′00″O / 17.926667, -93.766667, a una elevación de 10 metros sobre el nivel del mar.

## Demografía
Según el Conteo de Población y Vivienda 2020, efectuado por el Instituto Nacional de Estadística y Geografía, la localidad de Huapacal 1.ª Sección tiene 1,176 habitantes, de los cuales 570 son del sexo masculino y 606 del sexo femenino. Su tasa de fecundidad es de 2.55 hijos por mujer y tiene 279 viviendas particulares habitadas.
| Gráfica de evolución demográfica de Huapacal 1.ª Sección entre 1910 y 2020 |
|                                                                            |
| INEGI.                                                                     |